# Arthur Riggs
Pour les articles homonymes, voir Riggs.
Arthur Dale Riggs, né le 8 août 1939 à Modesto en Californie et mort le 23 mars 2022 à Duarte en Californie, est un généticien américain, qui avec la compagnie Genentech met au point le premier gène artificiel exprimé dans une bactérie. La biotechnologie moderne va permettre la production de médicaments et la production d'insuline.

## Biographie
Arthur Riggs, est né le 8 août 1939 à Modesto en Californie. Sa famille y possède une ferme. Avec la Grande Dépression, la famille est obligée de s'établir à San Bernadino.
Il est le fils de John Riggs et de Nelly Calkins. John Riggs n'a pas fait d'études secondaires. Il a des talents en électricité et en plomberie. Nelly Riggs est une infirmière qui encourage son fils à s'instruire en science, lui achetant un kit de chimie lorsqu'il est jeune, et faisant la navette avec la bibliothèque où il passe des heures avec des ouvrages de science-fiction.

### Études
Il termine une licence en chimie (B.Sc.) de l'Université de Californie à Riverside en 1961 et un Ph.D. en biochimie du California Institute of Technology en 1966. Il fait un postdoctoral Fellowship au Salk Institute à San Diego .

### City of Hope National Medical Center
Il arrive à l'hôpital City of Hope National Medical Center en 1969. Il va y passer la plus grande partie de sa carrière.
C'est un centre de recherche, un hopital et une faculté de médecine à Duarte, en Californie.